# Łopata

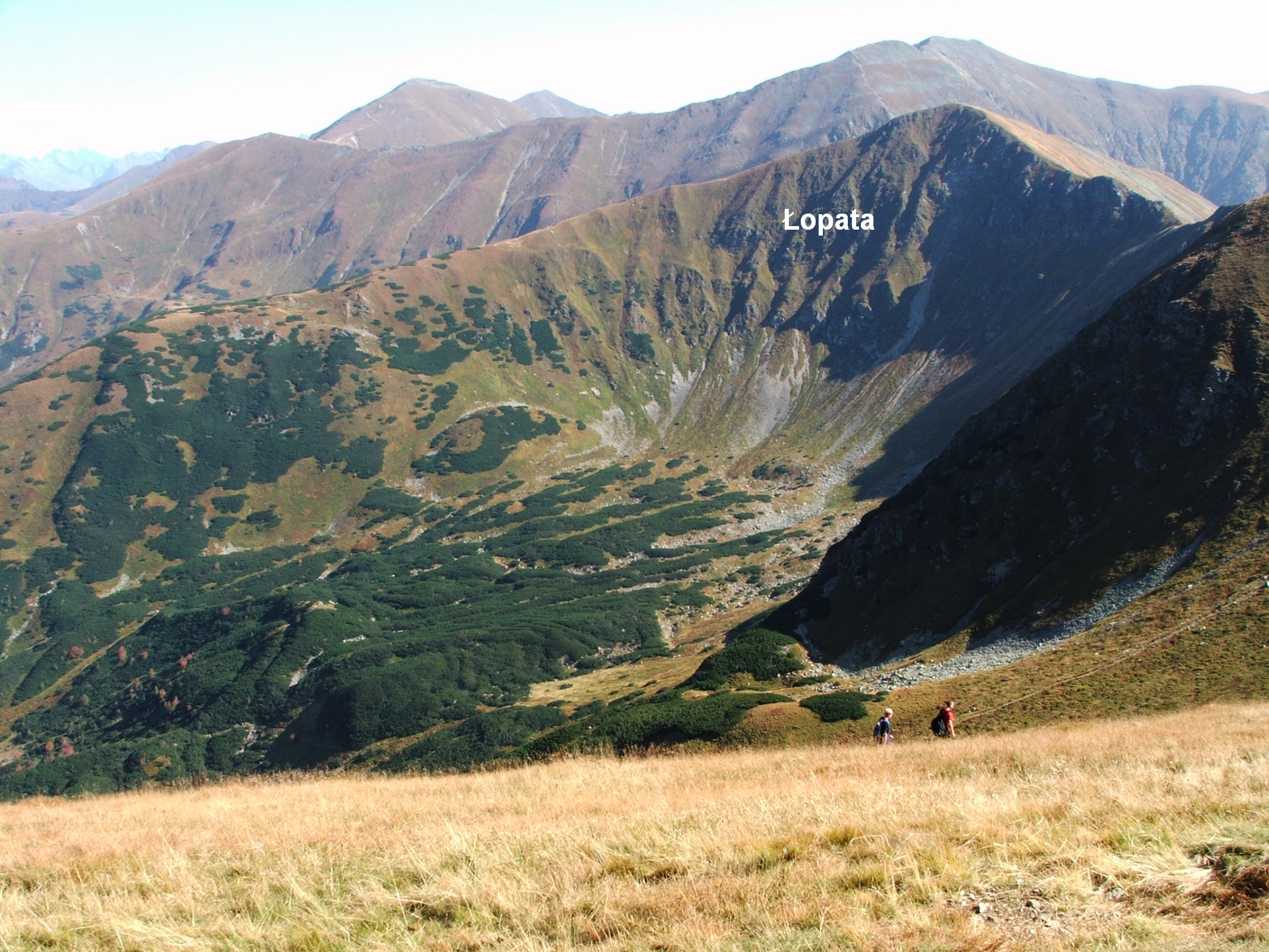
Vom Wanderweg

Die Łopata (tschechisch/slowakisch Deravá) ist ein Berg an der polnisch-slowakischen Grenze in der Westtatra mit 1965 Metern Höhe. 

## Lage und Umgebung
Die Staatsgrenze verläuft über den Hauptgrat der Tatra, auf dem sich die Łopata befindet. Nördlich des Gipfels liegt das Tal Dolina Chochołowska, konkret sein Hängetal Dolina Chochołowska Wyżnia.

## Tourismus
Die Łopata ist bei Wanderern beliebt. 

### Routen zum Gipfel
Der Wanderweg auf die Łopata führt entlang des Hauptkamms der Tatra und der polnisch-slowakischen Grenze.
- ▬ Ein rot markierter Wanderweg führt vom Kończysty Wierch über den Gipfel zum Bergpass Liliowy Karb.

Als Ausgangspunkt für eine Besteigung aus den Tälern eignen sich die Ornak-Hütte und die Chochołowska-Hütte.

## Belege
- Zofia Radwańska-Paryska, Witold Henryk Paryski, Wielka encyklopedia tatrzańska, Poronin, Wyd. Górskie, 2004, ISBN 83-7104-009-1.
- Tatry Wysokie słowackie i polskie. Mapa turystyczna 1:25.000, Warszawa, 2005/06, Polkart, ISBN 83-87873-26-8.

## Panorama

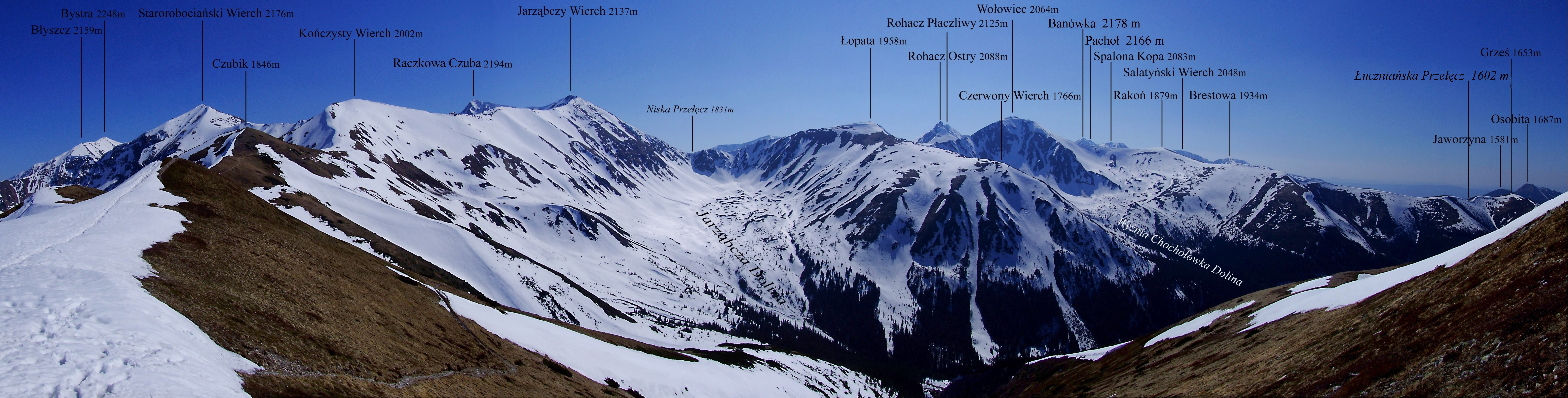
Mittig im Bild, Panorama vom Trzydniowiański Wierch